# نهرن (بادن-وورتمبرگ)
نهرن (به آلمانی: Nehren) یک شهر در آلمان است که در توبینگن واقع شده‌است. نهرن ۴٬۳۴۰ نفر جمعیت دارد.